# 瞻岐镇
瞻岐镇，是中华人民共和国浙江省宁波市鄞州区下辖的一个乡镇级行政单位。因驻地瞻岐而得名:51，示仰岐山追先祖之意:31。

## 历史
唐朝时属鄮县，宋、元、明、清时属鄞县阳堂乡，清宣统三年（1911年）阳堂乡、翔凤乡并为大咸乡，1932年称大嵩镇、觉新乡、崎东镇、崎南乡，1935年合并为大嵩镇、瞻岐镇，1946年9月为大嵩乡、瞻岐乡，属东钱区，1949年5月，属韩水区，1950年5月设大嵩乡、瞻岐乡，属大嵩区，6月瞻岐乡岐西村和大嵩乡岐化、唐家、姚家、方桥等村建鳌山乡，大嵩乡周一村划入观山乡，均属大嵩区，1954年3月，合岙乡由镇海县划归鄞县，1956年6月合岙乡并入瞻岐乡，鳌山乡并入大嵩乡，岐西村划入瞻岐乡，1958年10月改为旭光（大嵩）人民公社合岙（合一 、卢一、岐洋、下洋）、瞻岐和大嵩3个管理区，1960年9月合岙管理区并入瞻岐管理区，1961年6月改为大嵩公社、瞻岐公社，9月恢复大嵩区，属大嵩区，1983年6月改为大嵩乡、瞻岐乡，1992年5月大嵩乡、瞻岐乡合并为瞻岐镇:51、543

## 行政区划
瞻岐镇下辖以下地区：
滨海社区、瞻虹社区、卢一村、合一村、南一村、南二村、东一村、东二村、岐西村、唐家村、姚家村、岐化村、东城村、西城村、嵩一村、方桥村、周一村、岐下洋村和张东周村。